# Szklarka Myślniewska
Szklarka Myślniewska (ab 1908 deutsch Luisenthal) ist eine Ortschaft mit einem Schulzenamt der Stadt- und Landgemeinde Ostrzeszów im Powiat Ostrzeszowski der Woiwodschaft Großpolen in Polen.

## Geschichte
Um das Jahr 1600 war das Gebiet noch ziemlich bewaldet. Der Ortsname ist nach einer Glashütte benannt. Der Ort entstand wahrscheinlich infolge der habsburgischen Gegenreformation in Schlesien im 17. Jahrhundert, zahlreiche Lutheraner aus der danach noch ziemlich polnischsprachigen Niederschlesien zogen auf die großpolnische Seite der Grenze, weil in Polen die Gegenreformation noch moderater war.
Im Zuge der Zweiten Polnischen Teilung kam der Ort 1793 an Preußen. Zu dieser Zeit kam es zum Streit zwischen den evangelischen Gemeinden von Odolanów und Międzybórz (Medzibor/Neumittelwalde) über die Zugehörigkeit von Szklarka Myślniewska. Der Pastor von Międzybórz behauptete, dass Szklarka zu ihn seit jeher gehörte. Später entstand die Gemeinde in Ostrzeszów, und erst im späten 19. Jahrhundert wurde die evangelische Gemeinde in Kobyla Góra für fast 20 Ortschaften, davon war Szklarka Myślniewska die wichtigste, gegründet. 1905 machten sie die Mehrheit der Dorfbevölkerung aus. Im 19. Jahrhundert schritt die Germanisierung des Orts fort. 1908 wurde das Dorf des Kreises Schildberg in Luisenthal umbenannt.
Nach dem Ende des Ersten Weltkriegs kam Szklarka Myślniewska zu Polen, Woiwodschaft Posen. Im Jahr 1921 gab es in der Gemeinde Szklarka Myślniewska im Powiat Ostrzeszów 127 Häuser mit 873 Einwohnern, davon waren 644 Deutsche, 224 Polen, 651 Protestanten, 217 Römisch-Katholiken und 5 Juden. Noch im Jahr 1937 machten die Protestanten fast 80 % der Bewohner aus.
Beim Überfall auf Polen 1939 wurde das Gebiet von den Deutschen besetzt und dem Landkreis Kempen im Reichsgau Wartheland zugeordnet. Nach dem Krieg verließ die Mehrheit der evangelischen Dorfbevölkerung den Ort. Der evangelische Friedhof ist verlassen und verfallen.
Von 1975 bis 1998 gehörte Szklarka Myślniewska zur Woiwodschaft Kalisz.

## Persönlichkeiten
- Reinhold Pregla (* 1938), deutscher Ingenieur